# Jalgasbay Berdimuratov
Jalgasbay Berdimuratov (27 de marzo de 1997) es un deportista uzbeco que compite en lucha grecorromana. Ganó una medalla de plata en el Campeonato Mundial de Lucha de 2022, en la categoría de 82 kg.

## Palmarés internacional
| Campeonato Mundial | Campeonato Mundial | Campeonato Mundial | Campeonato Mundial |
| Año                | Lugar              | Medalla            | Categoría          |
| ------------------ | ------------------ | ------------------ | ------------------ |
| 2022               | Belgrado (Serbia)  | Medalla de plata   | 82 kg              |